# Beah Richards
Beulah Elizabeth Richardson (12 de julio de 1920 - 14 de septiembre de 2000), conocida profesionalmente como Beah Richards y Bea Richards , fue una actriz estadounidense de teatro, cine y televisión. También fue poeta, dramaturga, autora y activista.
Richards fue nominada a un Premios Oscar y un Globo de Oro por su papel secundario en la película Guess Who's Coming to Dinner en 1968, además de ganar dos premios Primetime Emmy por sus papeles como invitada en la serie de televisión Frank's Place en 1988 y The Practice en 2000 . También recibió una nominación al Premio Tony por su actuación en la producción de 1965 de The Amen Corner.

## Carrera
Como escritora, escribió la obra de teatro en verso A Black Woman Speaks , una colección de 14 poemas, en los que señala que las mujeres blancas desempeñaron un papel importante en la opresión de las mujeres de color. La primera presentación de la obra fue en 1950 para la organización Mujeres por la Paz, una organización de mujeres blancas en Chicago. 
Su primera obra fue escrita en 1951 titulada One Is a Crowd sobre una cantante negra que busca vengarse de un hombre blanco que destruyó a su familia. No se produjo hasta décadas después.
Apariciones notables en películas incluyen The Amen Corner (1965), Guess Who's Coming to Dinner (1967), Hurry Sundown , The Great White Hope , Beloved y In the Heat of the Night. Apareció en Roots: The Next Generations como Cynthia Murray Palmer, la abuela de Alex Haley.

## Muerte
Richards murió de enfisema en su ciudad natal de Vicksburg, Mississippi, a la edad de 80 años, solo cuatro días después de ganar un premio Emmy.
En el último año de su vida, Richards fue objeto de un documental creado por la actriz Lisa Gay Hamilton. El documental Beah: A Black Woman Speaks se creó a partir de más de 70 horas de sus conversaciones. La película ganó el Gran Premio del Jurado en el Festival de Cine AFI .

## Reconocimiento
- 1967 - Nominada en los Premios Oscar a la Mejor Actriz de Reparto por Adivina quien viene a cenar